# Daryush Shokof
Daryush Shokof, vero nome Ali Reza Shokoufandeh (in persiano: داریوش شکوف; Teheran, 25 giugno 1954), è un regista, scrittore e filosofo iraniano.

## Biografia
Negli anni settanta Shokof lasciò l'Iran per continuare gli studi di fisica e matematica negli Stati Uniti d'America presso la Eastern New Mexico University, seguendo poi i corsi di gestione industriale all'University of Texas di Dallas.
A 22 anni si trasferì a New York dove iniziò a interessarsi di arte e di cinema, frequentando la New York University.
Nel 1985 Shokof si trasferì in Germania, dove vive tuttora, intraprendendo a tempo pieno l'attività di artista e scultore. In parallelo, continuò a scrivere sceneggiature per il cinema, settore in cui debuttò nel 1995, sempre in Germania, con il film Seven Servants. Nonostante le sorti travagliate dell'opera, che rimase inedita per oltre tredici anni, consentì a Shokof di continuare la sua sperimentazione nel campo cinematografico.

## Pensiero
Il pensiero di Shokof ruota attorno all'idea dell'"unità" del genere umano come fattore primo. Questa idea si riflette in tutte le espressioni artistiche e filosofiche, a iniziare dal massimalismo artistico (fu proprio Shokof a coniare il termine nel 1990, a Colonia) e al suo corrispondente filosofico (lo yekishim), per proseguire nell'opera cinematografica e in quella pittorica, nelle quali il tema dell'armonia e dell'amore tra persone di ogni razza gioca un ruolo principale.

## Produzione artistica
Nel 1990 fu tra gli espositori della mostra Maximalisten di Colonia, che fu l'esordio ufficiale della corrente artistica del massimalismo, a cui nel 1991 fece seguitp la mostra Maximalists presso la Bess Cutler Gallery di New York.
Il massimalismo è una corrente caratterizzata da opere di tipo figurativo e incentrata sui temi primari dell'erotismo e della natura, vista sotto un taglio poetico e umoristico al tempo stesso. Tutte le opere esposte alla mostra di Colonia erano opere d'arte consapevolmente sociali, politiche e filosofiche.
Shokof collaborò subito dopo alla definizione del KunstHall di New York insieme a Christian Leigh, che ne comcpeì l'idea originale nel 1992. La prima collettiva Psycho, curata dallo stesso Christian Leigh, raccolse opere dei più importanti artisti contemporanei, tra i quali Andy Warhol, Bruce Nauman, Chuck Close, John Chamberlain, Ed Ruscha, Roy Lichtenstein, Heim Steinbach. In questo contesto, Shokof presentò il massimalismo.
La sua ultima mostra importante risale al 2003, alla Galerie 360 Grad di Berlino, in cui espose in retrospettiva oltre 100 lavori realizzati dal 1985 in avanti.

## Premi
- New York International Independent Film & Video Festival 2007 (L.A. festival)
- Genre Award for Best Feature Film - category Horror Asudem (2006)[2][3]
- International Film Award for Best Director - category feature for: Breathful (2007)[2][3]
- New York International Independent Film & Video Festival 2000 (winter)
- Feature Film Award for Best Experimental Film - Tenussian Vacuvasco (2000)[4]
- Locarno International Film Festival 1996
- Nominated for Golden Leopard for: Seven Servants (1996)[5]

## Filmografia
- Angels are Wired (1990)
- Dogs are not allowed (1991)
- Ben Hur, the Breathless, Taxi-Driver, in Casablanca (1992)
- Seven Servants (1996)
- Magass (1997)
- Tenussian Vaccuvasco (2000)
- She would... (2003)
- Kiss, Long and Close (2003)
- Venussian Tabutasco (2004)
- Holy Shit (2005)
- A2Z (2005)
- Asudem (2006)
- Breathful (2007)
- Smoqing (2007)
- Epicalypse Now (2007)
- Sound-less (2007)
- Hitler's Grave (2012)
- Iran Zendan   (2010)
- Angie 100     (2012)
- Strange,Stranger    (2012)
- Wordlessness (2012)
- Flushers (2012)
- MOON and 8 (2013-2014)